# Herguijuela de Ciudad Rodrigo (kommun)
Herguijuela de Ciudad Rodrigo är en kommun i Spanien.   Den ligger i provinsen Provincia de Salamanca och regionen Kastilien och Leon, i den centrala delen av landet, 240 km väster om huvudstaden Madrid. Antalet invånare är 109. Arean är 23,4 kvadratkilometer.
Terrängen i Herguijuela de Ciudad Rodrigo är huvudsakligen platt.